# Неделькович, Коста
Ко́ста Неде́лькович (серб. Kоста Недељковић; родился 16 декабря 2005) — сербский футболист, правый защитник английского клуба «Астон Вилла» и сборной Сербии. Выступает на правах аренды за клуб «РБ Лейпциг».

## Клубная карьера
Воспитанник футбольной академии клуба «Црвена звезда». В феврале 2021 года подписал свой первый профессиональный контракт с клубом, в декабре 2022 года продлил контракт. В январе 2023 года отправился в аренду в клуб Первой лиге Сербии «Графичар» до конца сезона 2022/23. 6 августа 2023 года дебютировал в основном составе «Црвены звезды» в матче сербской Суперлиги против «Напредака».
22 января 2024 года подписал контракт с английским клубом «Астон Вилла», однако остался в «Црвене звезде» (на правах аренды) до конца сезона 2023/24.

## Карьера в сборной
Выступал за сборные Сербии до 17, до 18 и до 19 лет.
В мае 2022 года в составе сборной Сербии до 17 сыграл на юношеском чемпионате Европы в Израиле.